# Ciclismo nos Jogos Olímpicos de Verão de 2020 - Cross-country masculino
A prova do cross-country masculino do ciclismo nos Jogos Olímpicos de Verão de 2020 ocorreu no dia 26 de julho de 2021 no Centro de Mountain Bike de Izu, em Izu, Shizuoka. Um total de 38 ciclistas de 29 Comitês Olímpicos Nacionais (CON) participaram do evento.

## Qualificação
Cada Comitê Olímpico Nacional poderia inscrever até três ciclistas qualificados no cross-country. As vagas foram atribuídas ao CON, que seleciona os ciclistas. A qualificação se deu principalmente por meio do ranking de nações da UCI, com 30 das 38 vagas disponíveis por meio desse caminho. Os dois primeiros CONs no ranking garantiram três vagas. Os CONs classificados do terceiro ao sétimo lugar ganharam duas vagas e os CONs classificados entre oitavo e 21º ganharam uma vaga.
O segundo caminho para a qualificação foram através dos torneios continentais da África, Américas e Ásia; o melhor CON de cada torneio (que ainda não havia conquistado uma vaga) recebeu a classificação. O terceiro caminho foi pelo Campeonato Mundial de Ciclismo de Montanha de 2019, com os dois primeiros CONs ainda sem uma vaga na categoria Elite ganhando um lugar, além dos dois primeiros CONs na categoria sub-23 (inclusive por meio da categoria elite). Foi reservado um lugar para o país anfitrião, que seria realocado através do ranking da UCI caso o Japão se classificasse por algumas das outras vias.

## Formato
A competição é disputada em uma corrida em massa de sete voltas, com uma fase única já valendo pela disputa de medalhas. O percurso de mountain bike tem 4,1 quilômetros (2,5 milhas) de extensão, com mudanças repentinas na elevação, trilhas estreitas de terra e seções rochosas. A altura vertical é de 150 metros (490 pés). Ciclistas com tempos 80% mais lentos do que o líder na primeira volta são eliminados.

## Calendário
Horário local (UTC+9)
| Dia         | Horário | Fase  |
| ----------- | ------- | ----- |
| 26 de julho | 15:00   | Final |

## Medalhistas
| Ouro   | GBR Tom Pidcock       |
| Prata  | SUI Mathias Flückiger |
| Bronze | ESP David Valero      |

## Resultados
A prova foi disputada em 26 de julho de 2021, às 15:00 locais.
| Pos.              | Bib | Ciclista                  | CON                 | Tempo   | Dif.      |
| ----------------- | --- | ------------------------- | ------------------- | ------- | --------- |
| Medalha de ouro   | 29  | Tom Pidcock               | GBR Grã-Bretanha    | 1:25:14 |           |
| Medalha de prata  | 2   | Mathias Flückiger         | SUI Suíça           | 1:25:34 | + 0:20    |
| Medalha de bronze | 14  | David Valero              | ESP Espanha         | 1:25:48 | + 0:34    |
| 4                 | 1   | Nino Schurter             | SUI Suíça           | 1:25:56 | + 0:42    |
| 5                 | 7   | Victor Koretzky           | FRA França          | 1:26:00 | + 0:46    |
| 6                 | 13  | Anton Cooper              | NZL Nova Zelândia   | 1:26:00 | + 0:46    |
| 7                 | 11  | Vlad Dascălu              | ROU Romênia         | 1:26:03 | + 0:49    |
| 8                 | 10  | Alan Hatherly             | RSA África do Sul   | 1:26:33 | + 1:19    |
| 9                 | 4   | Jordan Sarrou             | FRA França          | 1:26:50 | + 1:36    |
| 10                | 8   | Milan Vader               | NED Países Baixos   | 1:27:21 | + 2:07    |
| 11                | 21  | Anton Sintsov             | ROC                 | 1:27:41 | + 2:27    |
| 12                | 17  | Filippo Colombo           | SUI Suíça           | 1:28:04 | + 2:50    |
| 13                | 3   | Henrique Avancini         | BRA Brasil          | 1:28:09 | + 2:55    |
| 14                | 20  | Christopher Blevins       | USA Estados Unidos  | 1:28:13 | + 2:59    |
| 15                | 25  | Jofre Cullell             | ESP Espanha         | 1:28:16 | + 3:02    |
| 16                | 30  | Martín Vidaurre           | CHI Chile           | 1:28:33 | + 3:19    |
| 17                | 31  | Max Foidl                 | AUT Áustria         | 1:28:45 | + 3:31    |
| 18                | 24  | Jens Schuermans           | BEL Bélgica         | 1:29:07 | + 3:53    |
| 19                | 19  | Bartłomiej Wawak          | POL Polônia         | 1:29:10 | + 3:56    |
| 20                | 6   | Gerhard Kerschbaumer      | ITA Itália          | 1:29:48 | + 4:34    |
| 21                | 15  | Maximilian Brandl         | GER Alemanha        | 1:29:49 | + 4:35    |
| 22                | 18  | Sebastian Fini Carstensen | DEN Dinamarca       | 1:30:28 | + 5:14    |
| 23                | 23  | Gerardo Ulloa             | MEX México          | 1:30:57 | + 5:43    |
| 24                | 28  | Erik Hægstad              | NOR Noruega         | 1:31:14 | + 6:00    |
| 25                | 12  | Luca Braidot              | ITA Itália          | 1:31:30 | + 6:16    |
| 26                | 27  | Peter Disera              | CAN Canadá          | 1:31:45 | + 6:31    |
| 27                | 33  | Luiz Cocuzzi              | BRA Brasil          | 1:32:21 | + 7:07    |
| 28                | 22  | Manuel Fumic              | GER Alemanha        | 1:32:28 | + 7:14    |
| 29                | 32  | Kohei Yamamoto            | JPN Japão           | 1:32:35 | + 7:21    |
| 30                | 26  | Daniel McConnell          | AUS Austrália       | 1:33:12 | + 7:58    |
| 31                | 37  | Alex Miller               | NAM Namíbia         | 1:34:26 | + 9:12    |
| 32                | 35  | András Parti              | HUN Hungria         | 1:35:33 | + 10:19   |
| 33                | 36  | Shlomi Haimy              | ISR Israel          | 1:36:58 | + 11:44   |
| 34                | 16  | Nadir Colledani           | ITA Itália          | —       | -1 volta  |
| 35                | 34  | Periklis Ilias            | GRE Grécia          | —       | -3 voltas |
| 36                | 38  | Zhang Peng                | CHN China           | —       | -3 voltas |
| —                 | 5   | Ondřej Cink               | CZE República Checa | DNF     | DNF       |
| —                 | 9   | Mathieu van der Poel      | NED Países Baixos   | DNF     | DNF       |